# Крекінг-установка в Бівер-Каунті
Крекінг-установка в Бівер-Каунті — підприємство нафтохімічної промисловості, яке споруджується англо-голландською нафтогазовою компанією Royal Dutch Shell в Бівер-Каунті (Beaver County) штат Пенсільванія, США.
Установка є однією серед цілого ряду підприємств, котрі виникли у нафтохімічній галузі США внаслідок "сланцевої революції". Великі об'єми видобутку природного газу, багатого на гомологічні наступники метану, дозволили організовувати економічно доцільну сепарацію додаткових обсягів етану, на основі чого почався новий етап виробництва олефінів у Сполучених Штатах Америки. 
Для розміщення підприємства Shell обрала Potter Township в окрузі Бівер, за три десятки кілометрів на північний захід від Піттсбургу. Спорудження установки, яка матиме потужність 1,6 млн тонн етилену на рік, почалось у 2017 році та планується до завершення у 2019-му. Дана крекінг-установка буде першою у своєму роді на північному сході США, тоді як раніше декілька подібних підприємств запустили на узбережжі Мексиканської затоки — в Корпус-Крісті, Фріпорті та біля Х'юстону (Сідар-Байу і Бейтаун).
До складу комплексу входитиме власна газова електростанція потужністю 250 МВт.
Вартість проекту планується на рівні 6 млрд доларів США.
Під час будівництва для доставки вантажів може використовуватись протікаюча поряд річка Огайо. Наприклад, зимою 2017/2018 року по внутрішніх водних шляхах доставили два реактори з порту Х'юстон, куди їх перед цим доправило з Польщі судно для перевезення великовагових вантажів Happy Sky.